# Tokatspor
Tokatspor is een Turkse voetbalclub opgericht in 1969 te Tokat, gelegen in de Zwarte Zeeregio. De clubkleuren zijn bordeaux en wit. De thuisbasis van de voetbalclub is sinds 1984 het Tokat Gaziosmanpaşa Stadion, dat plaats heeft voor 5.762 toeschouwers.

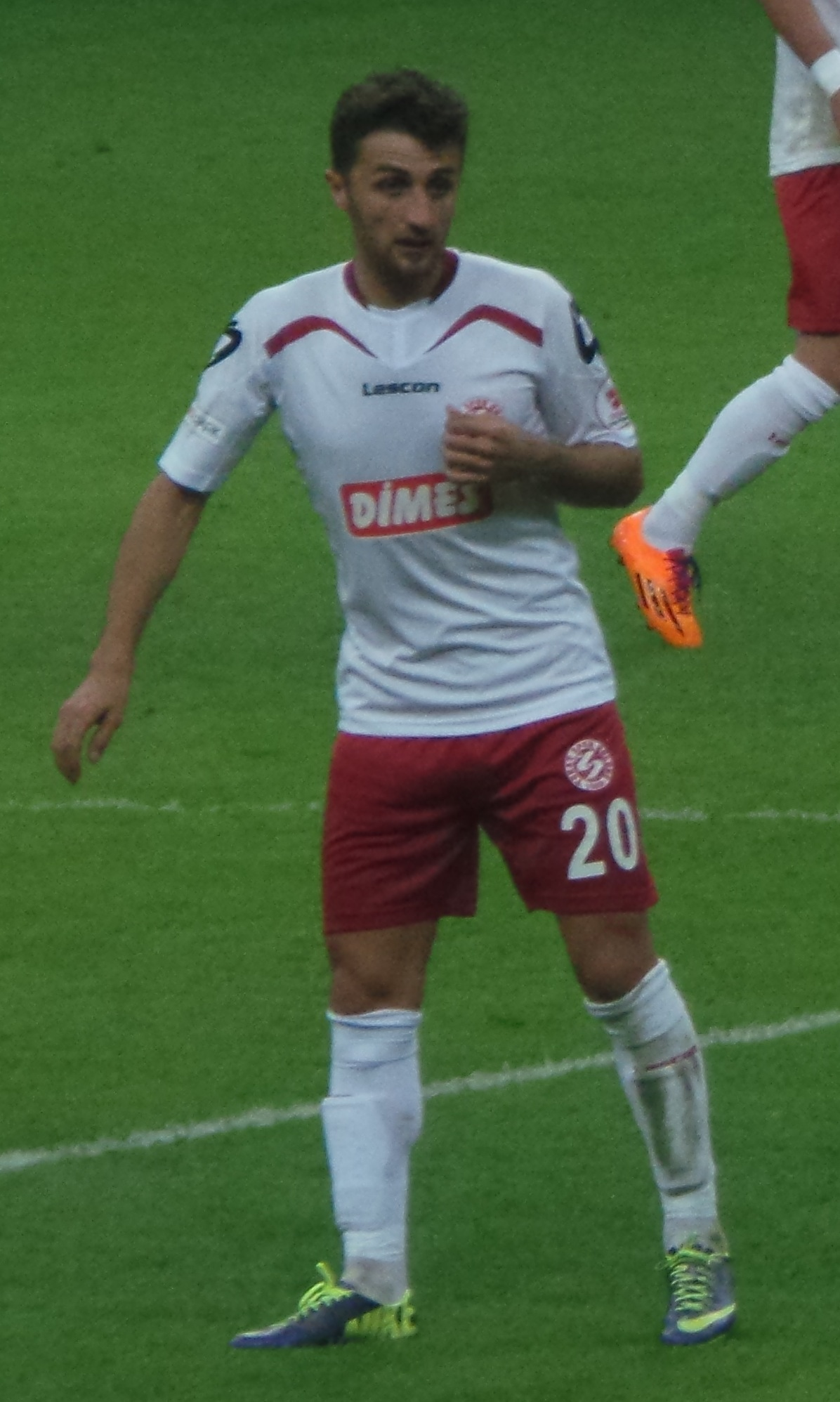
Aanvoerder Haluk Ulaşoğlu

## Geschiedenis

### Oprichting
Tokatspor werd op 26 juni 1969 opgericht. Dr. Zeki Akengin was de eerste clubvoorzitter en Macit Gürdal de eerste trainer. 

### Prestaties
Tokatspor heeft tot 1980 elf seizoenen gestreden in de 3. lig, toen de derde divisie, nu vergelijkbaar met de Spor Toto 2. Lig waarin het uitkomt. Door de afschaffing van de 3. Lig vanaf het seizoen 1980/81 werden alle teams van die divisie overgeheveld naar de 2. Lig, nu vergelijkbaar met de TFF 1. Lig.
De grootste competitieprestatie van de ploeg stamt uit het seizoen 1980-81. Toen werd in Groep C van de 2. Lig een vierde plaats behaald. Jaargang 1982-1983 betekende met een 15e plek een degradatie. Vanwege het ontbreken van de 3. Lig betekende dit de afdaling naar de amateurs. Iets wat de club bespaard bleef tot een enkel seizoen. Vanaf 1984-1985 speelde het team 17 seizoenen onafgebroken in de weer in het leven geroepen 3. Lig.
In 2000-2001 eindigde Tokatspor als eerste en wist te promoveren naar de 2.Lig B Categorie, nu vergelijkbaar met de Spor Toto 2. Lig. Jaargang 2002-2003 bracht een degradatie naar de 3. Lig. Na drie seizoen hierin betekende 2006-2007 uitkomen in de 2. Lig, het derde niveau. Echter, was het optreden beperkt tot een seizoen. Tokatspor werd in 2007-2008 weer kampioen in de 3.Lig, nu van de 2e groep. Sindsdien spelen ze in de Spor Toto 2. Lig. 
In het seizoen 2009-2010 legde de ploeg het in de halve finale van de play-offs naar de TFF 1.Lig het af tegen Eyüpspor. Op het neutrale terrein van het Mardan Stadion van Antalya was de ploeg uit Istanboel na strafschoppen met 4-2 te sterk, nadat het duel in een 0-0 gelijkspel was geëindigd.

## Gespeelde divisies
2e Divisie: 1980-1983
3e Divisie: 1969-1980, 1984-2003, 2006-2007, 2008-2019
4e Divisie: 2003-2006, 2007-2008, 2019-
Amateurs:   1983-1984

## Bekende (ex-)spelers
- Yasin Çakmak